# Плейнсборо Тауншип (Нью-Джерсі)
Плейнсборо Тауншип (англ. Plainsboro Township) — селище (англ. township) в США, в окрузі Міддлсекс штату Нью-Джерсі. Населення — 24 084 особи (2020).

## Демографія
Згідно з переписом 2010 року, у селищі мешкало 22 999 осіб у 9402 домогосподарствах у складі 5890 родин. Було 10089 помешкань
Расовий склад населення:
| - 46,2 % — азіатів - 41,1 % — білих - 8,0 % — чорних або афроамериканців - 0,3 % — корінних американців - 1,8 % — осіб інших рас |

До двох чи більше рас належало 2,6 %. Частка іспаномовних становила 6,2 % від усіх жителів.
За віковим діапазоном населення розподілялося таким чином: 24,7 % — особи молодші 18 років, 67,8 % — особи у віці 18—64 років, 7,5 % — особи у віці 65 років та старші. Медіана віку мешканця становила 35,5 року. На 100 осіб жіночої статі у селищі припадало 98,8 чоловіків;  на 100 жінок у віці від 18 років та старших — 96,4 чоловіків також старших 18 років.
Середній дохід на одне домашнє господарство  становив 123 545 доларів США (медіана — 96 480), а середній дохід на одну сім'ю — 146 422 долари (медіана — 116 353). Медіана доходів становила 93 106 доларів для чоловіків та 57 086 доларів для жінок. За межею бідності перебувало 4,0 % осіб, у тому числі 2,3 % дітей у віці до 18 років та 5,3 % осіб у віці 65 років та старших.
Цивільне працевлаштоване населення становило 12 351 осіб. Основні галузі зайнятості: науковці, спеціалісти, менеджери — 26,1 %, освіта, охорона здоров'я та соціальна допомога — 19,8 %, фінанси, страхування та нерухомість — 13,5 %, виробництво — 11,3 %.